# 圣雅各堂 (悉尼)
圣雅各堂是悉尼市最古老的教堂，位于澳大利亚悉尼内城京街。这个教堂奉獻於1814年2月，以使徒圣雅各為守護聖者。1835年成为了堂区教堂。該堂由英國建築師法蘭西斯·格林威以喬治亞式建築風格設計而成。